# Péré (Charente-Maritime)
Péré  korábbi község Franciaországban, Charente-Maritime megyében. Lakosainak száma 366 fő (2018. január 1.). Péré Chambon, Landrais, Saint-Germain-de-Marencennes és Surgères községekkel határos.
2018. január 1-jén Saint-Germain-de-Marencennes korábbi községgel egyesült és az így létrejött Saint-Pierre-La-Noue új község része lett.

## Népesség
A település népességének változása:
| Lakosok száma | 288  | 286  | 275  | 328  | 335  | 399  | 407  | 390  | 381  | 366  |
|               | 1968 | 1975 | 1982 | 1999 | 2006 | 2011 | 2013 | 2016 | 2017 | 2018 |